# Iglesia de Nuestra Señora de la Asunción (Les Saintes)
La Iglesia de Nuestra Señora de la Asunción (en francés: Eglise Notre-Dame de l'Assomption) es una iglesia católica en el archipiélago de Îles des Saintes o Les Saintes, una dependencia de Francia que es administra por el departamento de ultramar de Guadalupe. Se encuentra ubicado en la calle Jean Calot en Fond-du-Curé, un quartier (localidad) de la isla de Terre-de-Haut. Es la parroquia de rito latino que se incluye en la diócesis de Guadalupe (latín: Dioecesis Imae Telluris et Petrirostrensis) , sufragánea de la arquidiócesis de Fort-de-France, y miembro de la Conferencia Episcopal de las Antillas. Está inscrita en el Sitio del Patrimonio Nacional de Francia (como Monumento histórico) por decreto ministerial del 31 de diciembre de 1979.
La parroquia fue dedicada a la Virgen de la Asunción en honor de la victoria francesa del 15 de agosto de 1666, en contra de las tropas inglesas. Sir du Lion organizó los primeros ritos y el día de la fiesta en la isla en su recuerdo. La virgen de Nuestra Señora de la Asunción se convirtió a partir de entonces en la santa patrona de Terre-de-Haut.